# Национален отбор по футбол на Ирак
Националният отбор по футбол на Ирак представя страната в международни срещи. Контролира се от Иракска футболна асоциация, която е член на ФИФА. Отборът участва един път на Световно първенство. Най-доброто му представяне е през 1986 г., когато участва в груповата фаза. През 1972 г. е победител в Азиатското първенство.

## България – Ирак
- Националните отбори на България и Ирак не са се срещали в официален мач.